# Kcynia
Kcynia (niem. Exin) – miasto w Polsce w województwie kujawsko-pomorskim, w powiecie nakielskim, siedziba gminy miejsko-wiejskiej Kcynia.
Kcynia leży w odległości 40 km na południowy zachód od Bydgoszczy i 80 km na północny wschód od Poznania, w północnej części Pojezierza Gnieźnieńskiego. Miasto położone jest na szczycie wzgórza morenowego będącego jednym z najwyższych w Wielkopolsce (136 m n.p.m.), znajdując się około 30 m ponad okolicą, widoczne jest z dość dużej odległości. Według danych GUS z 31 grudnia 2022 r. Kcynia liczyła 4252 mieszkańców.
Miasto królewskie lokowane w 1262 roku, należące do starostwa kcyńskiego, pod koniec XVI wieku leżało w powiecie kcyńskim województwa kaliskiego. W latach 1975–1998 w województwie bydgoskim.

## Nazwa

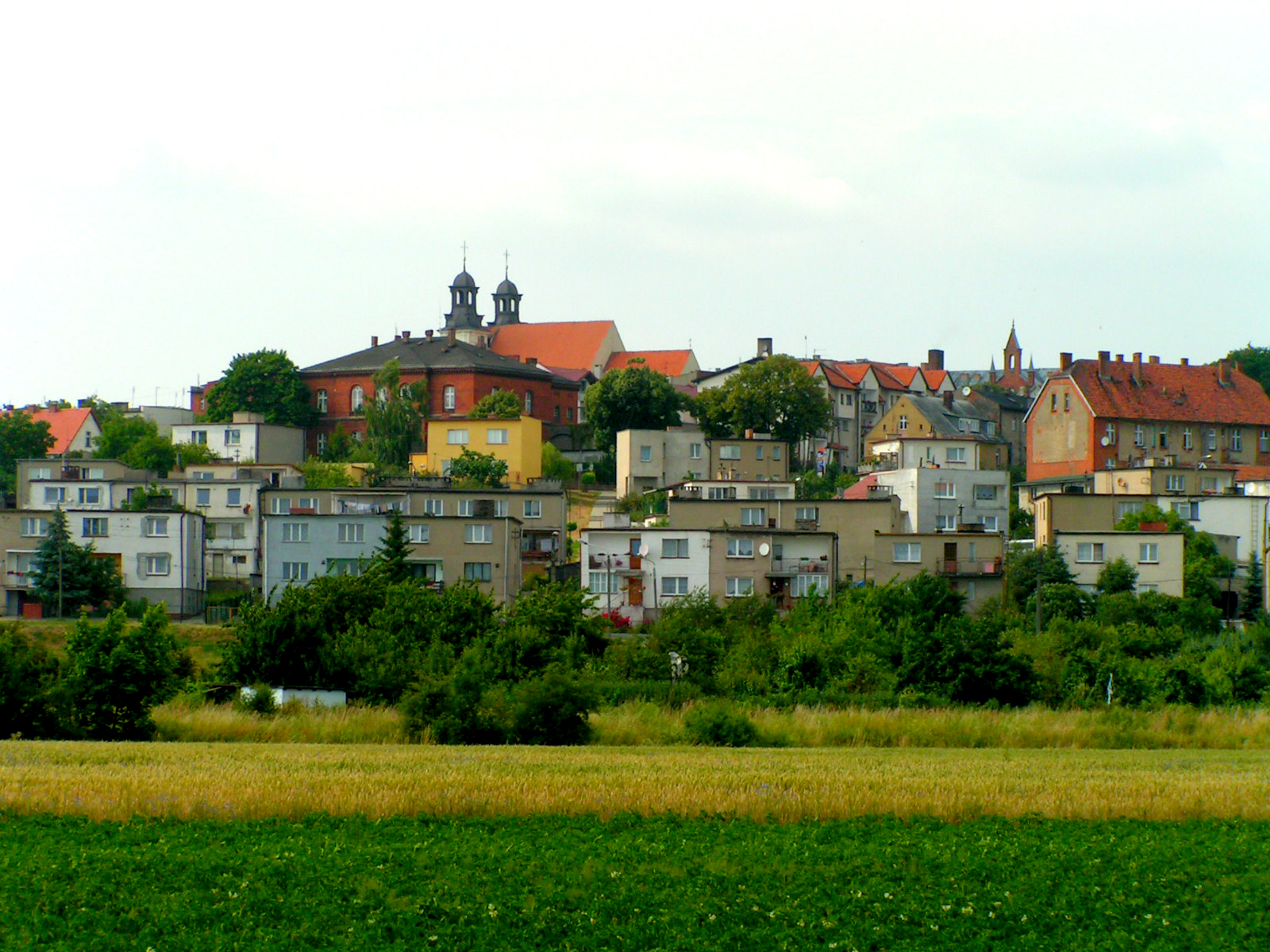
Panorama Kcyni

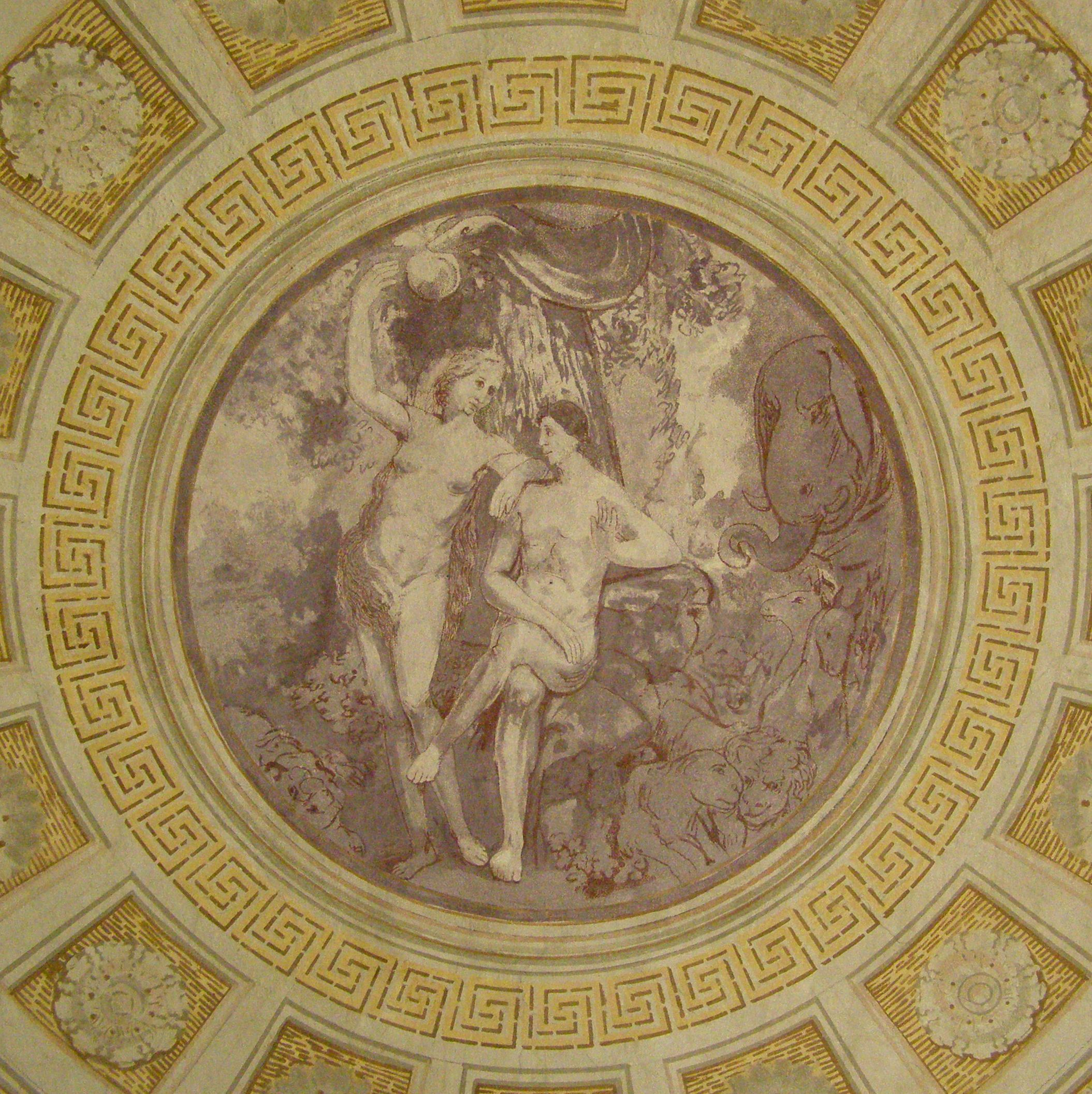
Fresk z kcyńskiej Kalwarii

Pochodzenie nazwy Kcynia nie zostało w pełni wyjaśnione. Stanisław Rospond w wydanym w 1984 Słowniku Etymologicznym Miast i Gmin PRL wskazał, że jest to unikatowa nazwa o zagadkowej podstawie – Kc oraz z archaicznym przyrostkiem -ynia (jak Gdynia, Lutynia). Jego zdaniem podstawa Kc może być związana ze staropolskim wyrazem kca oznaczającym to samo co kuca, czyli szopa z desek. W tym wypadku powstanie nazwy łączyłoby się z istnieniem grodu drewnianego, względnie osady zbudowanej z drewna. Ten sam autor wspomina też, że usiłowano – ale nie przekonująco – łączyć nazwę miasta ze staropolskim wyrazem kścieć, kwcieć, czyli kwitnąć. Językoznawca Mikołaj Rudnicki wywodzi nazwę Kcynia od Kutjini zestawiając ją z kuca to jest chata, dom.
Legendy miejscowe łączą powstanie nazwy z wyłowieniem kotwicy, którą rzekomo miano odnaleźć w wodach Kcynki, czy też na bagnistych terenach, położonych na północ od dzisiejszego miasta.
Nazwa miejscowości przechodziła poważną ewolucję, gdyż w różnych okresach miasto nazywane było w źródłach historycznych Kcyna, Kczina, Kcyn, Kcznya, Kczynija. W encyklopedii Samuela Orgelbranda obok używanej dzisiaj nazwy Kcynia widnieje jeszcze jako nazwa równorzędna forma Krcynia. Niemcy zmienili nazwę miejscowości na Exin.
Spis geograficzno-topograficzny miejscowości leżących w Prusach z 1835, którego autorem jest J.E. Muller notuje niemiecką nazwę miejscowości Exin, a także polską nazwę Kcynia we fragmencie „Exin (poln. Kcynia)”.

## Historia

### Średniowiecze i początek I Rzeczypospolitej
Już w XI w. istniał kościół św. Idziego. Miasto zostało lokowane na prawie niemieckim przez księcia Bolesława Pobożnego w 1262. Zasadźcami byli rycerze Jan i Ryner (Reineri), którzy otrzymali wraz z nadaniem wójtostwo z należnymi przywilejami. W XIII w. istniało tam najstarsze w Wielkopolsce Bractwo Kurkowe. Kolejni królowie polscy zatwierdzali przywileje miejskie. W XV w. jedno z nielicznych miast mających zamek i mury obronne.
W czasie wojny trzynastoletniej Kcynia wystawiła w 1458 roku 6 pieszych na odsiecz oblężonej polskiej załogi zamku w Malborku.

### Okres rozkwitu

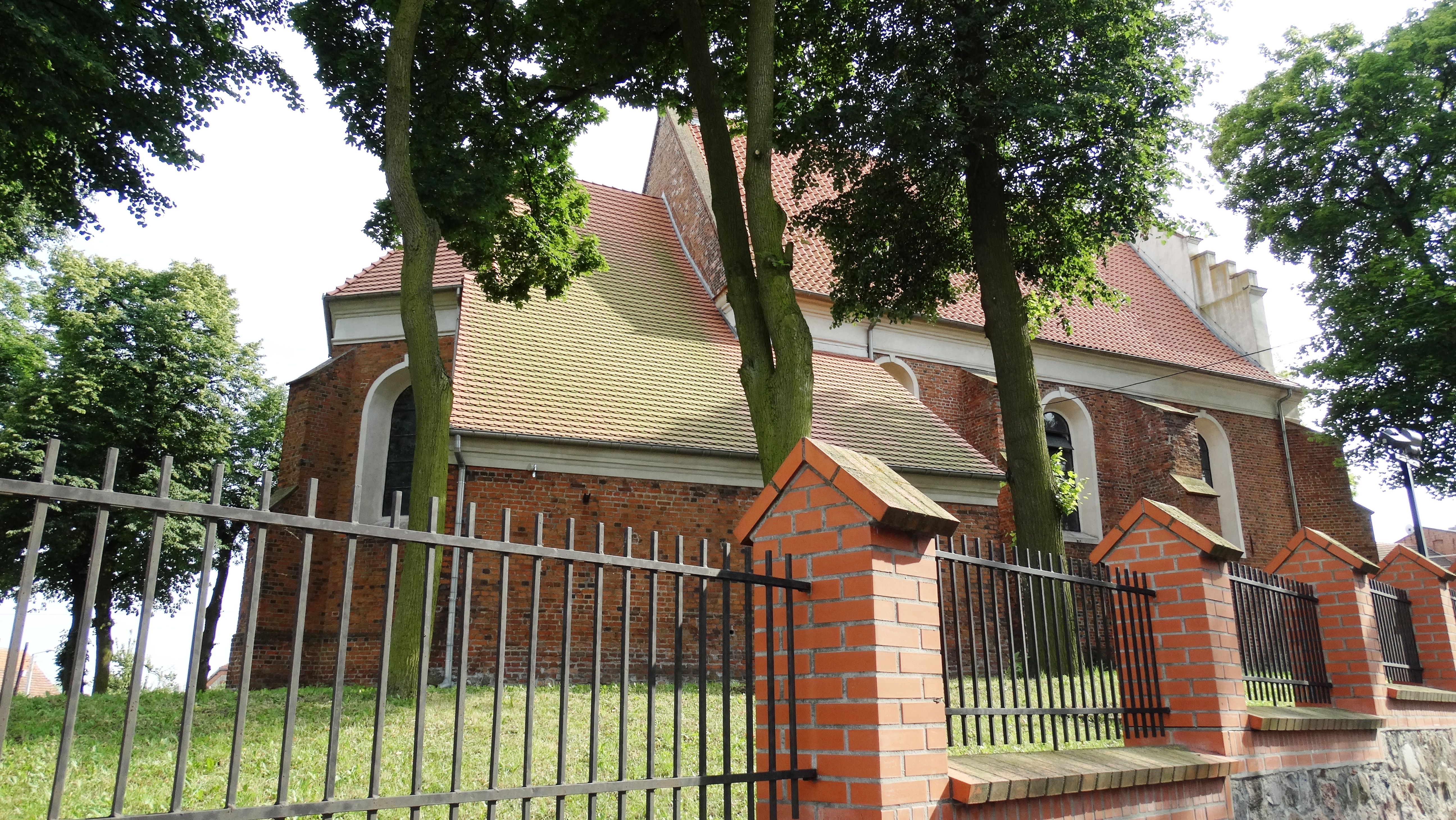
Kościół pw. św. Michała Archanioła – najstarsza świątynia w Kcyni

Z 1507 roku pochodzi pierwsze świadectwo istnienia osiedla żydowskiego w Kcyni. Największy rozwój miasta miał miejsce w okresie XVI–XVII w. Kcynia była wówczas stolicą powiatu kcyńskiego w województwie kaliskim i siedzibą sądów szlacheckich: ziemskiego i grodzkiego, które przetrwały do rozbiorów.
W 1594 odwiedził miasto król Zygmunt III Waza. W 1608 powstała szkoła. W 1612 do Kcyni zostali sprowadzeni karmelici, a w latach 1624–1631 zbudowano kościół farny. W 1641 roku wydano przywileje dla cechu szewskiego. W 1656 pod Kcynią miała miejsce bitwa wojsk Stefana Czarnieckiego ze Szwedami. W latach 1756–1763 miasto doświadczyło skutków wojny siedmioletniej.

### Wiek XVIII i XIX

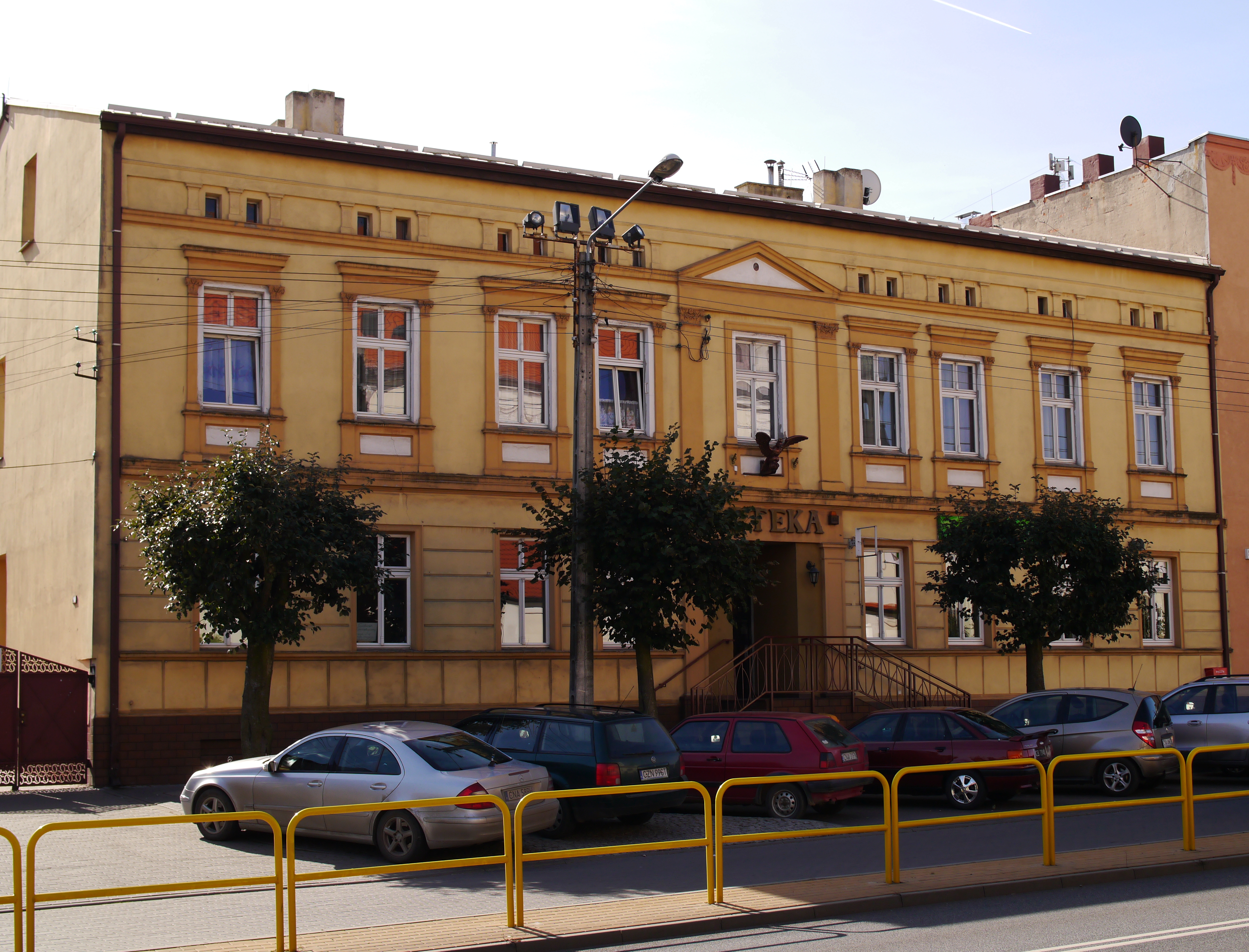
Fragment rynku z XIX-wieczną kamienicą

W 1768 zawiązano w Kcyni słynną w Wielkopolsce Konfederację Kcyńską. 29 stycznia 1770 w bitwie pod Kcynią wojska rosyjskie rozbiły pułki konfederatów barskich. Od 1773 pod panowaniem pruskim. W 1775 wielki pożar strawił prawie całe miasto. W 1781 powstał pierwszy kościół ewangelicki (rozebrany w 1971), a w 1787 kościół i klasztor karmelitów. Miasto liczyło wtedy około 1000 mieszkańców. W okresie od 1807 do 1815 Kcynia znajdowała się w Księstwie Warszawskim. Po kongresie wiedeńskim Kcynia nie znalazła się w kongresowym Królestwie Polskim. Wróciła w skład Królestwa Prus. Od 1818 miasto znalazło się w powiecie szubińskim. W 1835 nastąpiła kasata klasztoru karmelitów. W 1842 wprowadzono pruską ordynację miejską. W 1848 miało miejsce powstanie Kosynierów Kcyńskich. Miasto liczyło wtedy około 2,5 tys. mieszkańców. W latach 1860–1865 powstał gmach Seminarium Nauczycielskiego (obecnie Zakład Poprawczy). W 1866 największa w historii miasta epidemia cholery zdziesiątkowała jego ludność (zmarło 313 osób). Kolejne lata to nowe inwestycje: 1880 wzniesiono gmach Sądu Grodzkiego, 1887 powstała linia kolejowa Gniezno-Nakło, zbudowano dworzec kolejowy. 2 sierpnia 1893 burmistrz oficjalnie powołał jednostkę Straży Pożarnej. Jednakże początki straży w Kcyni sięgają roku 1800, w którym zostało wydane pozwolenie na budowę remizy strażackiej. Pod koniec XIX w. powstały kcyńskie cegielnie.

### Wiek XX
Na początku XX w. miasto liczyło 3 tys. mieszkańców. W 1904 powstał chór „Moniuszko”, a trzy lata później Towarzystwo Gimnastyczne „Sokół”. W latach 1906–1907 w mieście trwał strajk dzieci przeciw germanizacji. W 1908 oddana została do użytku linia kolejowa Poznań – Bydgoszcz. W 1913 powstały obecny dworzec kolejowy oraz kościół ewangelicki, a w 1915 powstały wodociągi miejskie.
Wybuch I wojny światowej przyczynił się do stagnacji miasta. W dniach 31 grudnia 1918 – 1 stycznia 1919 miasto zostało zdobyte przez powstańców wielkopolskich. W lutym 1919 odbyła się decydująca bitwa o Kcynię. W 1920 został wybrany pierwszy polski burmistrz Władysław Rybarczyk. W latach 20. ożywienie gospodarcze i kulturalne miasta. W 1928 miasto świętowało 666. rocznicę nadania Kcyni praw miejskich. Miasto liczyło wówczas 4,8 tys. mieszkańców. W 1932 powstał chór „Echo”, w tym samym roku nastąpiło zamknięcie Seminarium Nauczycielskiego.

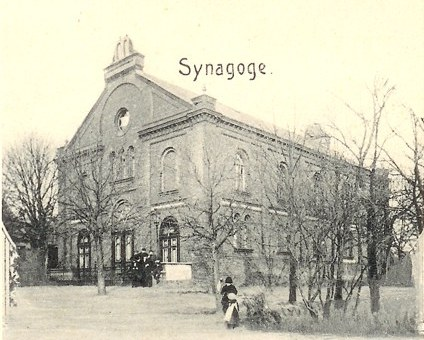
Kcyńska synagoga (XX w.)

W 1939 miasto liczyło 5,5 tys. osób. W okresie 1939–1945 Kcynia znajdowała się pod okupacją hitlerowską; w latach 1939–1940 pod nazwą Prien am Berge. Zginęło kilkudziesięciu mieszkańców, wielu wywieziono do Generalnego Gubernatorstwa. 22 stycznia 1945 roku do miasta wkroczyły oddziały Armii Czerwonej. Mieszkańcy pochodzenia niemieckiego zostali zmuszeni do opuszczenia miasta i okolic lub przyjęcia obywatelstwa polskiego. Powstały zakład poprawczy i liceum ogólnokształcące.
W 1962 odbyły się uroczyste obchody 700-lecia nadania praw miejskich. Powstał Zespół Regionalny „Pałuki” (Klara Prillowa). Kcynia stała się stolicą folkloru pałuckiego. W okresie PRL miasto stanowiło lokalny ośrodek usługowy bez większego znaczenia dla gospodarki regionu.

## Komunikacja
Miasto posiada połączenia drogowe do Chodzieży, Gołańczy, Janowca Wielkopolskiego, Nakła, Szubina, Wągrowca, Wyrzyska i Żnina.
Miejscowy węzeł kolejowy, w którym krzyżowały się linie Oleśnica – Gniezno – Nakło nad Notecią – Chojnice oraz Poznań Wschód – Bydgoszcz Główna, po zawieszeniu połączeń pasażerskich (odpowiednio w 2000 oraz 1 maja 2004), stracił na znaczeniu i obsługuje obecnie wyłącznie pociągi towarowe z ładunkami ponadgabarytowymi, kierowanymi z portów Trójmiasta przez Chojnice w kierunku południowym. Od 2006 trwają bezskuteczne starania o wznowienie połączeń pasażerskich. Obecnie dworzec kolejowy w Kcyni jest używany w celach mieszkalnych.

## Demografia
31 grudnia 2022 r. miasto liczyło 4252 mieszkańców.

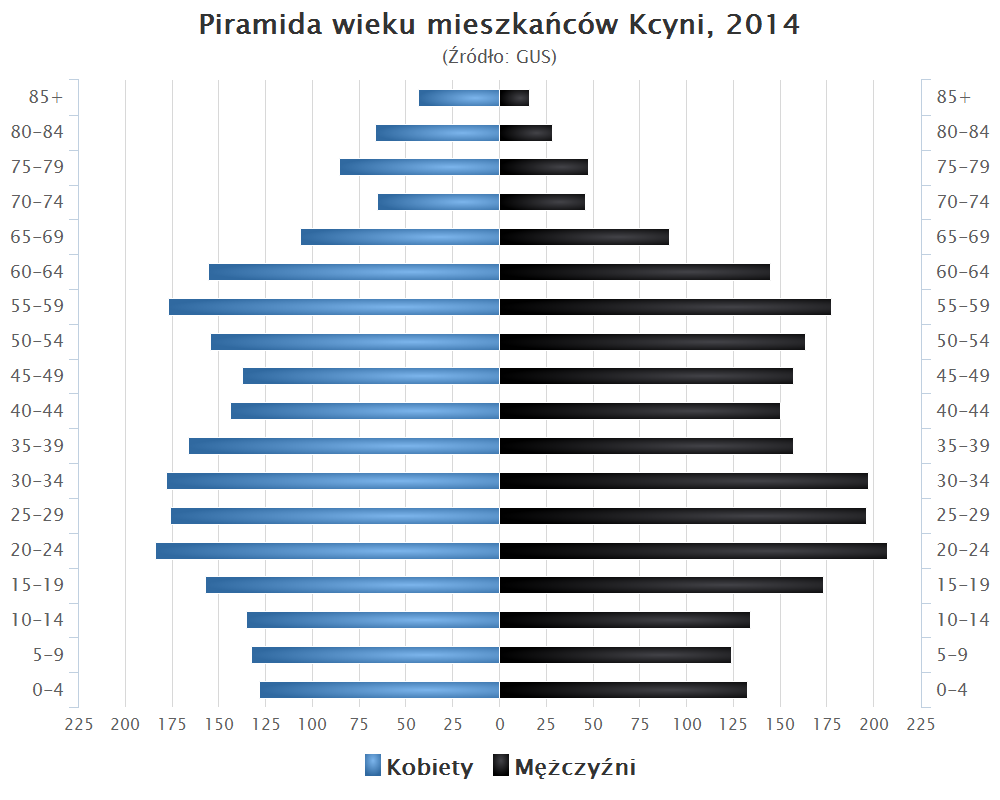
Piramida wieku mieszkańców Kcyni w 2014 r

## Zabytki

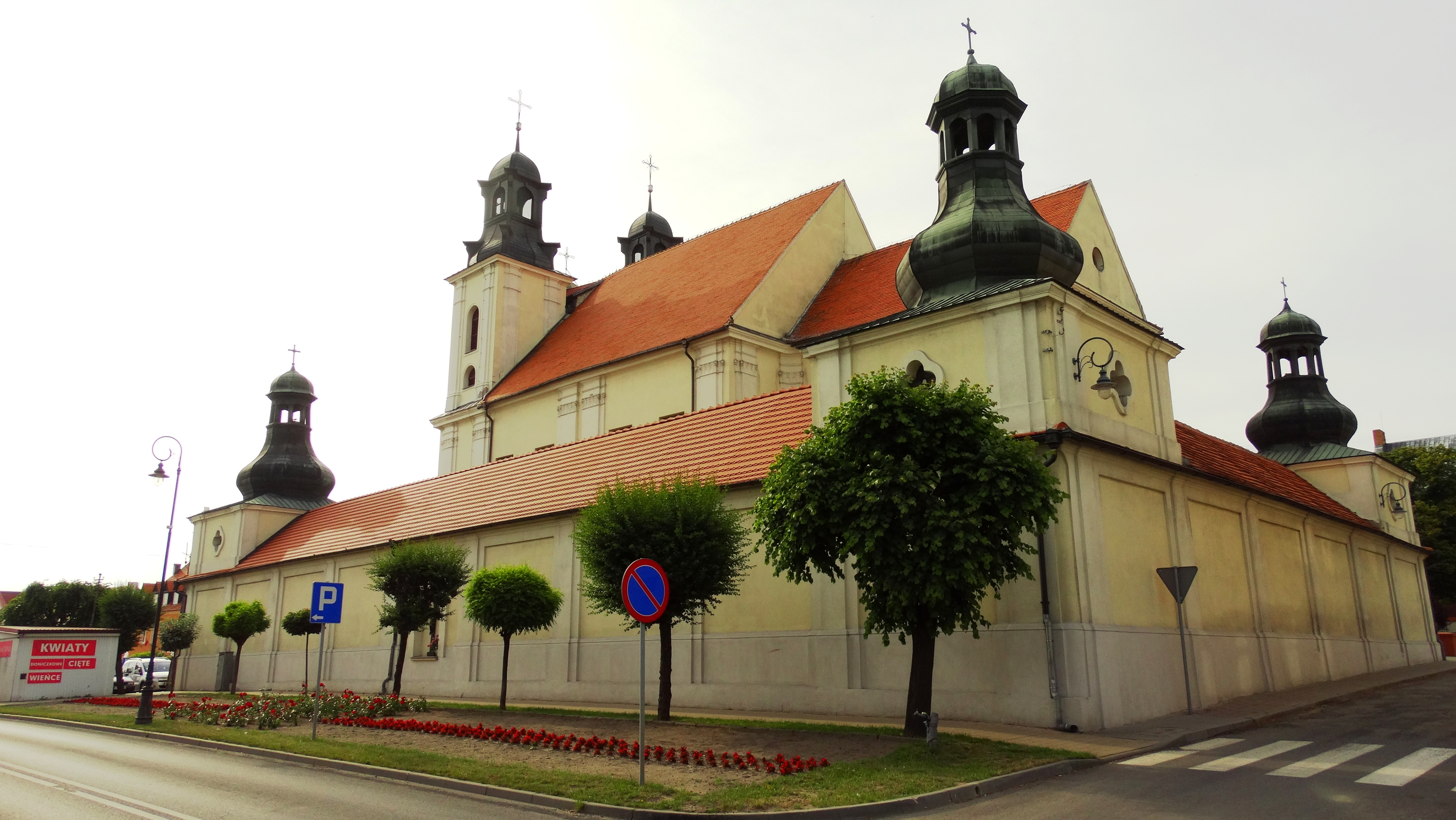
Kościół pw. Wniebowzięcia Najświętszej Maryi Panny

- późnogotycki Kościół parafialny św. Michała Archanioła z 1631
- późnobarokowy pokarmelicki kościół parafialny Wniebowzięcia Najświętszej Maryi Panny z lat 1778–1780
- dworek z I połowy XIX w. (tzw. wójtostwo)
- budynek poczty
- dawna plebania protestancka
- kamienice z XVIII, XIX i XX w.
- wieża ciśnień z II połowy XIX w.

## Zabytki piśmiennictwa
W archiwum kcyńskim został odkryty (jeden z dwóch zachowanych) zapis Bogurodzicy.

## Edukacja
- Przedszkole Miejskie im. Ziemi Pałuckiej
- Szkoła Podstawowa im. Jana Czochralskiego
- Zespół Szkół Ogólnokształcących: Gimnazjum im. Powstańców Wielkopolskich i Liceum Ogólnokształcące im. Karola Libelta
- Zespół Szkół Technicznych: Technikum Ekonomiczne i Technikum Informatyczne oraz Zasadnicza Szkoła Zawodowa
- Zespół Szkół Specjalnych

## Zobacz też

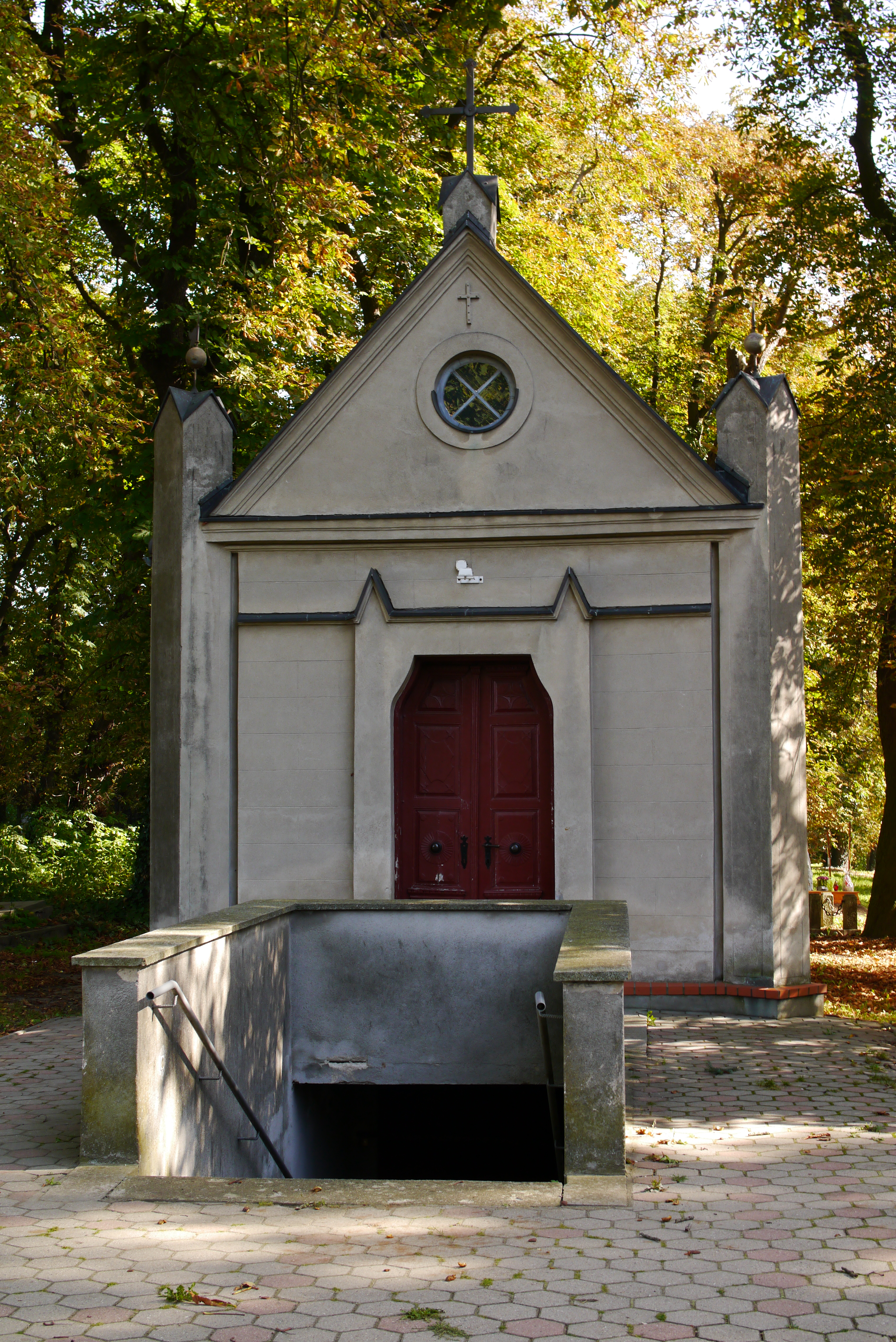
Kaplica cmentarna